# Dysmicoccus acaciarum
Dysmicoccus acaciarum är en insektsart som beskrevs av Williams 1985. Dysmicoccus acaciarum ingår i släktet Dysmicoccus och familjen ullsköldlöss. Inga underarter finns listade i Catalogue of Life.